# Jakobsvorstadt (Weimar)

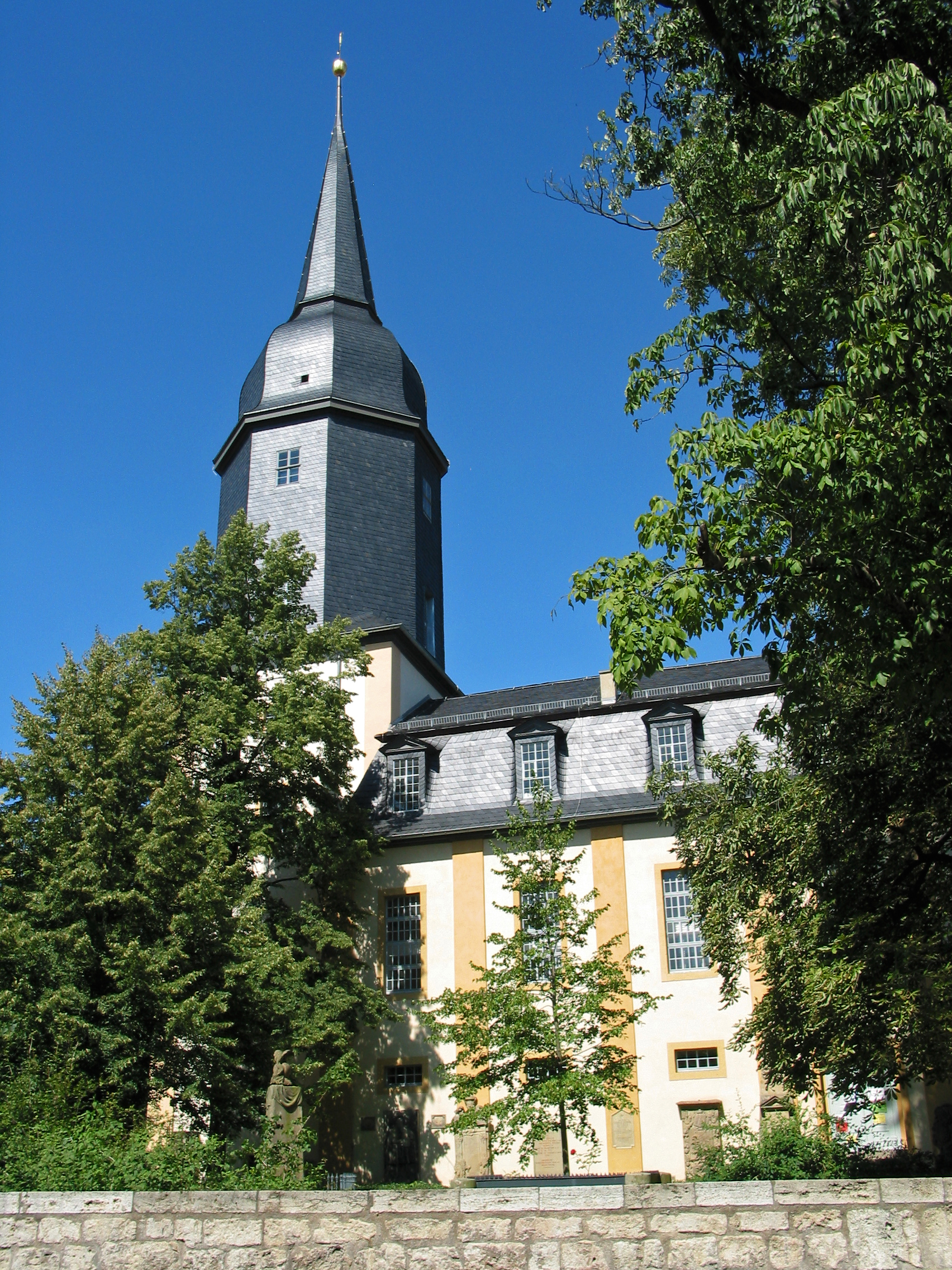
Südansicht der Jakobskirche

Die Jakobsvorstadt ist der älteste Siedlungsbereich in Weimar.

## Lage
Neben der Burg war die Jakobsvorstadt der zweite Siedlungskern. Sie liegt außerhalb der einstigen mittelalterlichen Stadtmauern zwischen der Karl-Liebknecht-Straße, dem Graben und der Friedensstraße und reicht bis zur Friedensbrücke. Dieser Siedlungskern liegt auf einem dem Asbach zugeneigten Hügel.  Für Besucher, die aus Richtung Bahnhof sich der Stadt nähern, ist sie der erste Eindruck der Stadt. Der Weimarhallenpark ist nicht mehr der Jakobsvorstadt zuzuordnen.

## Geschichte
Grabungen auf dem Rollplatz und dem Brühl erwiesen eine Besiedlung bereits im 6./7. Jahrhundert. Die Besiedlung der Burgsiedlung geht in das späte Mittelalter zurück, jedoch die Besiedlung des Gebietes reicht in die Steinzeit zurück. Rastplätze steinzeitlicher Menschen wurden in ungewöhnlich großer Zahl gefunden. Dieser Stadtteil wurde im 13. Jahrhundert jedenfalls nicht in die Stadtbefestigung einbezogen. In den Quellen hieß diese antiqua civitas. Um die Jakobskirche und den Jakobsfriedhof saßen die von den Grafen von Orlamünde weiterhin unabhängigen Herren von Weimar. Der Grimmenstein kam im Mittelalter in den Besitz des Deutschritterordens. Seinen Namen hatte der Stadtteil noch vor Errichtung der Stadtmauer erhalten. Namensgeber war die Jakobskirche. Die Jakobstraße war einst die einzige Verbindung der Jakobsvorstadt zur Innenstadt, die über das Jakobstor zu passieren war. Im Bereich des Brühls waren die Töpfer ansässig, da diese wegen der Brandgefahr nicht innerhalb der Stadtmauern ihrem Gewerbe nachgehen durften. Insgesamt war die Jakobsvorstadt eine Ansiedlung, die nicht sehr angesehen war. Das zeigt sich nicht zuletzt daran, dass in der Wagnergasse 36 die Scharfrichterei war. Das Gebäude ist noch erhalten. Auch die Geschichte der Namensgebung der Friedensgasse, die die Gasse der Lumpenhändler war und einmal Haderngasse hieß, ist hierfür ein untrügliches Indiz. Der Jakobskirchhof war für fast drei Jahrhunderte bis 1818 städtischer Friedhof. Im Zuge der Stadterweiterung im 19. Jahrhundert änderte sich an der Struktur des Viertels zunächst wenig. Das änderte sich zu Beginn des 20. Jahrhunderts. Zunächst ist da das Feodoraheim (Am Jakobskirchhof 4) 1912 zu nennen, welches Ersatz für die am Jakobskirchhof 1857 errichtete Kinderbewahranstalt darstellte. Das ebenfalls von August Lehrmann 1930 errichtete Arbeitsamt griff gewissermaßen dem Umbruch vor, der mit dem Bau des Gauforums weit radikaler erfolgte. Die nördlich der Friedensstraße liegenden Gebäude mussten 1937 dem Bau des Gauforums weichen. Die Ferdinand-Freiligrath-Straße entstand in diesem Zusammenhang. Selbst im Bereich des Graben war es der Fall. Goethe selbst hatte zu diesem Stadtteil eine besondere Beziehung. Schließlich hatte er 1806 in der Jakobskirche Christiane Vulpius geheiratet. Ein Jahr zuvor wurde 1805 im Kassengewölbe Friedrich Schiller bestattet. Goethes Frau hatte auf dem Jakobsfriedhof 1816 schließlich ihre letzte Ruhe gefunden.
An der Ilm befindet sich die Karlsmühle.
Sämtliche Straßenzüge der Jakobsvorstadt stehen auf der Liste der Kulturdenkmale in Weimar (Sachgesamtheiten und Ensembles).